# Eric Stacey
Eric Stacey (Londra, 4 dicembre 1903 – Los Angeles, 11 maggio 1969) è stato un regista britannico.

## Biografia
È stato nominato tre volte per l'Oscar alla migliore aiuto regia: per Les Misérables (1935), The Garden of Allah (1936) e A Star Is Born (1937)
Nella sua carriera ha svolto maggiormente i ruoli da regista delle seconde unità e assunto la direzione delle produzioni.